# Торговый дом Ханжонкова
«Торго́вый дом Ханжо́нкова» — российская компания по производству и прокату кинофильмов, образованная в 1906 году А. А. Ханжонковым.

## История компании
Весной 1906 года создаётся на паях Торговый дом «Э. Ош и А. Ханжонков», целью которого был прокат в Российской империи зарубежных кинофильмов и создание российских кинолент, однако Э. Ош очень скоро покинул предприятие из-за неудачно проведённой им сделки. Вместе с тремя вкладчиками в декабре того же года Александр Ханжонков обратился в Московскую купеческую управу с заявлением об учреждении Торгового дома «А. Ханжонков и Ко».

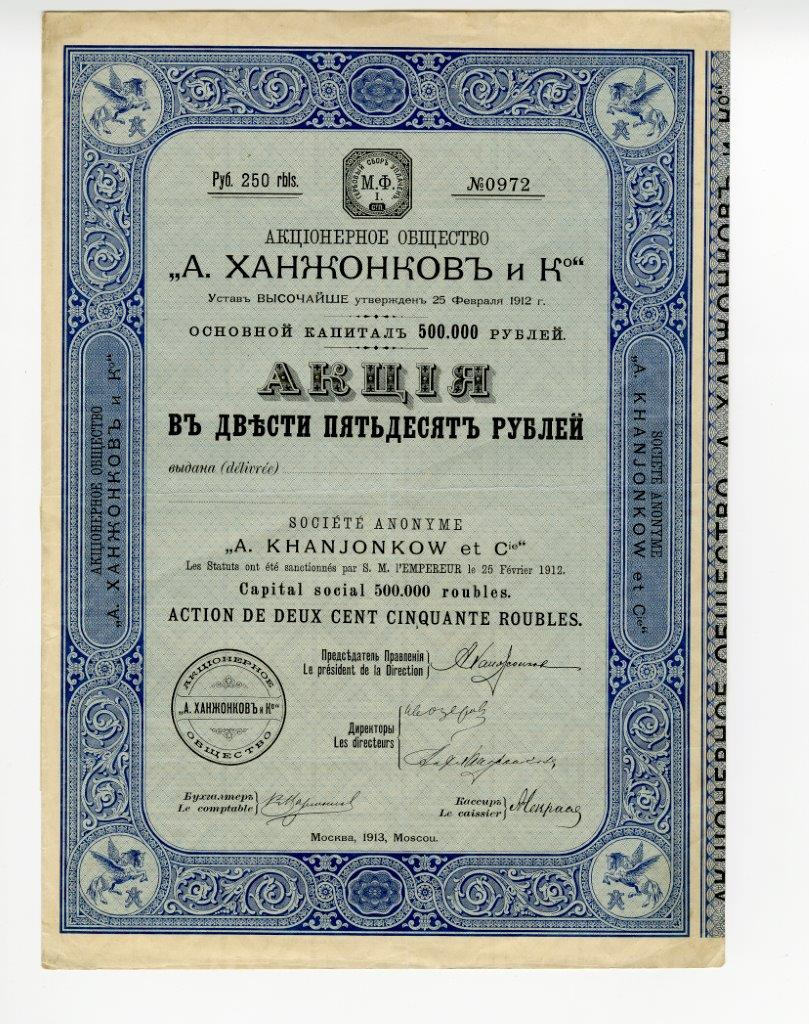
Акция компании
«А. Ханжонков и К°»
Москва, 1913

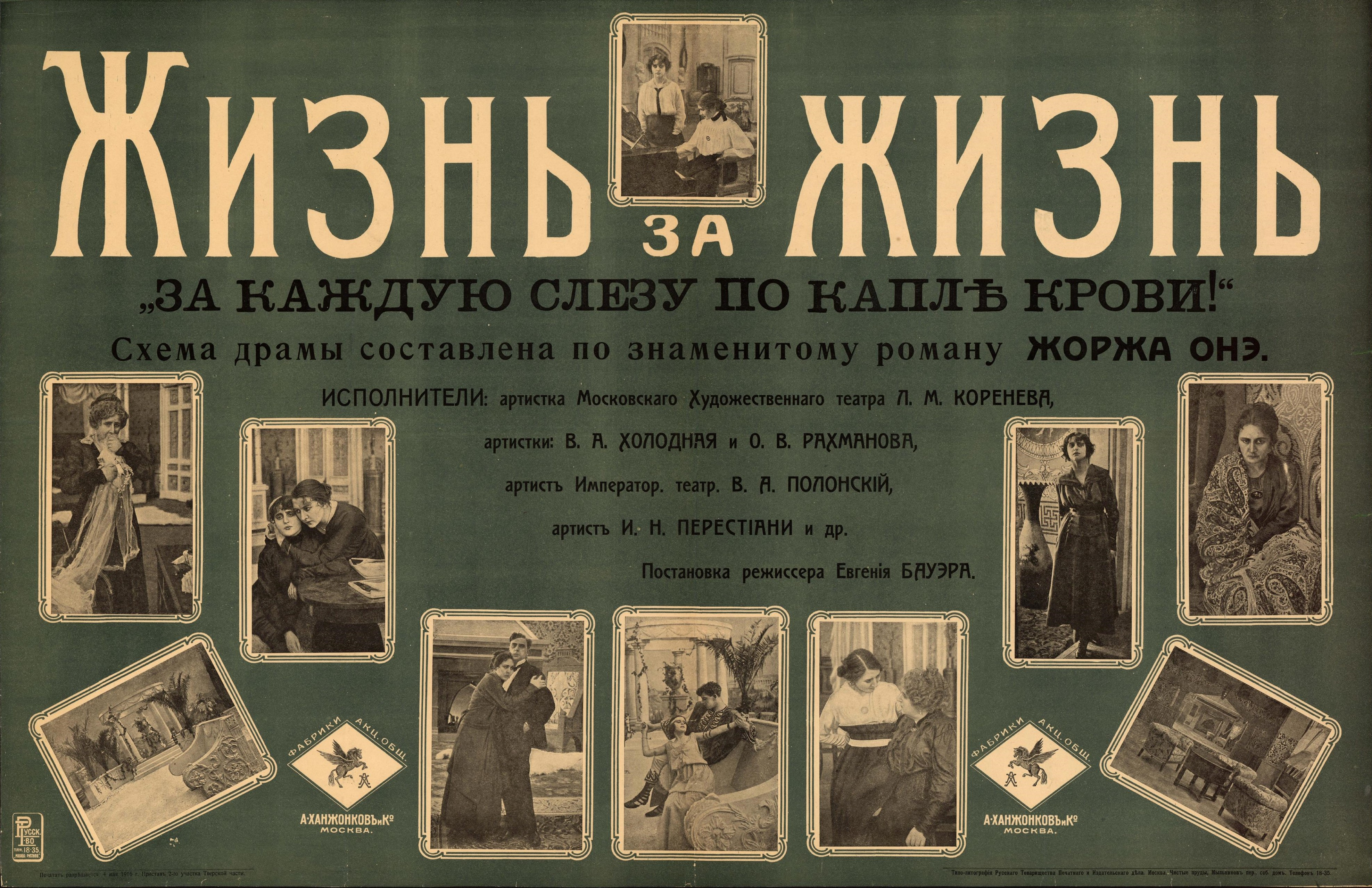
Афиша кинофильма фабрики АО А.Ханжонкова «Жизнь за жизнь», 1916 год.

Одним из поручителей компании был известный банкир, член Государственного Совета И. Х. Озеров. Целью ставилось создание и прокат кинофильмов:

«производства торговли кинематографическими лентами, волшебными фонарями, туманными картинами, различными машинами и приборами и другими товарами для фабрикации всех этих предметов».
— «Иные берега», № 3 2012
На счету Торгового дома было значительное число крупных достижений российской кинематографии. В 1911 году на экраны вышел первый в Российской империи полнометражный фильм «Оборона Севастополя», совместно поставленный А. А. Ханжонковым и В. М. Гончаровым. В 1912 году компания выпускает в прокат первый в мире сюжетный мультфильм, снятый в технике объёмной анимации — «Прекрасная Люканида, или Война усачей с рогачами» в постановке В. А. Старевича, который также развивает искусство использования спецэффектов в игровом кино и добивается в этом значительных успехов. 
С начала 1910-х годов «Торговый дом Ханжонкова» становится бесспорным лидером российского кинопроизводства, у него начинают кинокарьеру первые звёзды российского кино А. В. Гончарова, А. А. Громов, И. И. Мозжухин, режиссёры В. М. Гончаров, П. И. Чардынин и В. А. Старевич.
 Помимо большого количества художественных фильмов компания Ханжонкова занималась созданием и распространением просветительского кино. В 1911 году при торговом доме был открыт «Научный отдел», который занимался производством научных, видовых и этнографических картин на темы географии России, сельского хозяйства, фабрично-заводской промышленности, зоологии и ботаники, физики и химии, медицины и так далее.
В 1912 году торговый дом преобразован в Акционерное общество «А. Ханжонков и К°», основной капитал которого составлял 500 тыс. рублей, разделенных на 2 тыс. акций в 250 рублей каждая. В том же году компанией была построена кинофабрика в Замоскворечье на Житной улице (после революции фабрика была национализирована и стала 1-й фабрикой Госкино). В 1915 году Ханжонков начал на той же площадке строительство фабрики по производству киноаппаратуры, однако завершить его не успел из-за революции.
С весны 1917 года и до ноября 1920 года компания Ханжонкова снимала фильмы в Ялте на специально для этого построенной съёмочной базе, задуманной А. Ханжонковым с дальним прицелом на создание «русского Голливуда» (во времена СССР преобразована в Ялтинскую киностудию).

## Список фильмов компании

### Художественные
1907
- Палочкин и Галочкин (не завершён)

1908
- Выбор царской невесты
- Драма в таборе подмосковных цыган
- Русская свадьба XVI столетия

1909
- Lucanus Cervus
- Боярин Орша
- В полночь на кладбище
- Ванька-ключник
- Власть тьмы
- Ермак Тимофеевич - покоритель Сибири
- Женитьба
- Жизнь стрекоз
- Жуки-скарабеи
- Записки сумасшедшего
- Игра слов
- Мазепа
- Мёртвые души
- Песнь про купца Калашникова
- Хирургия
- Чародейка

1910
- В студенческие годы
- Вадим
- Воевода
- Вторая молодость
- Заживо погребённый
- Идиот
- Коробейники
- Курьер Её Величества
- Любовь за гробом, или жизнь за жизнь
- Мания величия или записки сумасшедшего
- Маскарад
- Мёртвые души
- Накануне
- Не в духе
- Пиковая дама
- Предложение
- Развитие головастика
- Русалка
- Скупой рыцарь

1911
- Боярская дочь
- Василиса Мелентьевна и царь Иван Васильевич Грозный
- Евгений Онегин
- Жизнь за царя
- Каприз женщины
- Клятва в любви повара
- Князь Серебряный
- Крейцерова соната
- Крик жизни
- Лунная ночь
- Мёртвые души
- На бойком месте
- Накануне манифеста 19 февраля
- Оборона Севастополя
- Последние минуты Дмитрия Самозванца
- Последний нынешний денёчек
- Рассказ Мармеладова
- Русское почтенье
- Светит, да не греет
- Сумасшедший философ
- Унтер Пришибеев

1912
- 1812 год
- Авиационная неделя насекомых
- Борис Годунов
- Братья-разбойники
- Весенний поток
- Весёлые сценки из жизни животных
- Ерёма под башмаком
- Камаринский мужик, или Касьян-именинник
- Крестьянская доля
- Месть кинематографического оператора
- Пересмешник
- Прекрасная Люканида, или Война усачей с рогачами
- Путешествие на Луну[5]
- Рабочая слободка
- Рождество у обитателей леса
- Снохач
- Трагедия перепроизводства
- Хирургия
- Человек

1913
- Братья
- Бэла
- В здешнем городе жить я поселюся
- Вам такие сцены не знакомы
- Волк на псарне
- Воцарение дома Романовых
- Горе Сарры
- Домик в Коломне
- Дядюшкина квартира
- Жизнь, как она есть
- За дверями гостиной
- Записки сумасшедшего
- Злоумышленник
- Как Айдаров спешил на бенефис
- Княгиня Бутырская
- Красивая женщина
- Музыкально-вокальная картинка
- На кавказском курорте
- Ночь перед Рождеством
- Обрыв
- Покорение Кавказа
- Руслан и Людмила
- Сказка о рыбаке и рыбке
- Скупой рыцарь
- Страшная месть
- Стрекоза и муравей
- Сумерки женской души
- Трагик поневоле
- Унтер Пришибеев
- Фальшивый купон
- Хаз-Булат
- Четыре чёрта

1914
- Аскольдова могила (не завершён)
- Бамбуковое положение
- Брак по публикации
- В руках беспощадного рока
- Вицмундир
- Волга и Сибирь
- Всяк на Руси танго танцует
- Господин директор флиртует
- Дитя большого города
- Дитя науки
- Её геройский подвиг
- Женщина завтрашнего дня
- Живой покойник
- Жизнь в смерти
- Злая ночь
- Идеалы современной молодёжи
- Из-за пары чулок
- Когда вернётся папа
- Кормилица
- Король, закон и свобода
- Люля Бек
- Мазепа
- Мания войны
- Немецкое засилье
- Немые свидетели
- Пасынок Марса
- Под гром орудий
- Похоронный марш Шопена
- Предатель
- Ревность
- Ровно в полночь под Новый год
- Рождественский сон Аннушки
- Сестра милосердия
- Сила сопротивления
- Сказка о спящей царевне и семи богатырях
- Сказка про немецкого грозного вояку Гогель-Могеля и про чёрта Балбеску
- Слава — нам, смерть — врагам
- Слёзы
- Снегурочка
- Сорванец
- Страничка жизни
- Сын своего народа
- Таинственный некто
- Тайна германского посольства
- Тётушка огерманилась
- Тёща в плену у германцев
- Тоже война
- Только раз в году
- Трансформатор
- Ты помнишь ли?..
- Холодные души
- Хризантемы
- Цыганские романсы

1915
- Аггея
- Акулькина карьера
- Барышня в беленькой шапочке
- Бешеная собака
- Братья Борис и Глеб
- Венецианский чулок
- Власть сердца
- Власть тьмы
- Возрождение
- Грёзы
- Дамочки подшутили
- День трёх королей
- Дети века
- Доктор с собачьей площадки
- Достойный нации
- Драконовский контракт
- Дурман
- Жемчужное ожерелье
- Женская логика
- Женщина завтрашнего дня (2-я серия)
- Женщины, будьте изящны
- Затравленная
- Злой мальчик
- Игра судьбы
- Из мира таинственного
- Инвалиды духа
- Ирина Кирсанова
- Испанское недоразумение
- История одного лета
- Как я осаждал крепость
- Катюша Маслова
- Клуб нравственности
- Комедия о боярыне Сапун-Тюфякиной
- Кошмар холостяка
- Краденое счастье
- Кумиры
- Леон Дрей
- Ловелас
- Любовь на выдумки хитра
- Любовь статского советника
- Маленький ресторанчик
- Махмудкины дети
- Медовый месяц
- Миражи
- Наказанный Антоша
- Наташа Ростова
- Неврастеники
- Ну и положеньице!
- Обожжённые крылья
- Остался с носом, но без зуба
- От преступления к преступлению
- Охота за любовью
- Ошибка сердца
- Первая любовь
- Первенец
- Песнь торжествующей любви
- Пламя неба
- Поборницы равноправия
- Поединок роковой
- Попалась
- После смерти
- Потоп
- Похождения борца Козюпкина
- Похождения Шпеера и его шайки «Червонных валетов»
- Право любить
- Пробуждение
- Родные души
- Сила внутри нас
- Сто тысяч
- Студент и незнакомка
- Судьба не прощает удачи
- Суфражистки
- Счастье вечной ночи
- Татьяна Репина
- Тени греха
- Тысяча вторая хитрость
- Убийство балерины Пламеневой
- Фертнер и психопатка
- Хаим-кинематографщик
- Хромоножка
- Юность прекрасная, светлая, чистая
- Юрий Нагорный
- Я — царь, я — раб, я — червь, я — Бог

1916
- Амур сосватал
- Английский замок
- Бескровная дуэль
- Бухгалтер Торбин
- В мире должна царить красота
- В огнях шантана
- В хороводе жизни
- Великая страсть
- Верх рассеянности
- Весёлая кадриль
- Вечно лишь то, что утрачено
- Возмездие
- Гриф старого борца
- Да здравствуют… мыши
- Дачная аптека
- Дикая сила
- Дочь человека
- Жена банкира
- Женская психология
- Жизнь за жизнь
- Жизнь, побеждённая смертью
- Жизнью смятые души
- Загадочный мир
- Золотая туфелька
- Игра в любовь
- Из-за корсета
- Колдунья
- Королева экрана
- Красивые ножки
- Красная девица
- Кровь неотмщённая
- Крылья ночи
- Крымский флирт
- Кто загубил?
- Курсистка Таня Скворцова
- Легенда Чёрных скал
- Лунная красавица
- Люди и страсти
- Марионетки рока
- Месть женщины
- Месть убитого
- Метресса Его Превосходительства
- Мечта кузины
- Муж, шансонетка, жена и банкир
- Мужественная девушка, женственный юноша
- Наказанная
- Невеста студента Певцова
- Недоразумение
- Нелли Раинцева
- Неожиданный результат
- Несчастный друг
- Нина
- О, если б мог выразить в звуках…
- О, женщины…
- О ночь волшебная, полная неги…
- Огненный дьявол
- Одна из многих
- Он и она
- Под молотом судьбы
- Под покровом ночи
- Пора любви
- Приключение Лины в Сочи
- Путались, перепутались и распутались
- Путаница
- Пьер и Жан
- Разорванные цепи
- Рино в России
- Рино-парикмахерша
- Рино хочет закурить
- Роман балерины
- Семейный треугольник
- Сёстры Бронские
- Сказка синего моря
- Смертью раскрытая тайна
- Смерч любовный
- Спасение ближнего
- Спиритический сеанс
- Среди дельцов
- Судьба горничной
- Такова жизнь
- Театрал
- Тени ушедшего, листья опавшие…
- Тик
- Трижды муж
- У голубого озера
- Ужасное испытание
- Умирающий лебедь
- Хочу жениться
- Человеческие бездны
- Чёртово колесо
- Чужая душа
- Шахматы жизни
- Шутка
- Щекотливое положение
- Это было весной
- Ямщик, не гони лошадей

1917
- Аннушкино дело
- Аркадий — контролёр спальных вагонов
- Аркаша женится
- Аркаша — спортсмен, или для любви преграды нет
- Беда от сердца и ногтей
- В стране любви
- Душа клоуна
- Жизнь трёх дней
- Жулик-дурак
- За счастьем
- Из мрака царизма к сиянию свободы
- Искушение
- Карьера ротмистра Поземкова
- Княжна Лариса
- Комната № 13, или Аркашке не везёт
- Конкурс красоты
- Король Парижа
- Лина под экспертизой, или Буйный покойник
- Ложь
- Набат
- Негодяй
- Осень женщины
- Отравленная новость
- Первого чувства раба
- Побеждённая
- Покушение на губернатора
- Правда женщины
- Призыв смерти
- Провокатор
- Проклятие любви
- Пути измены
- Разбитая скрипка
- Революционер
- Роковое наследство
- Саидэ
- Сердце ищет его в одинокой тоске
- Сон
- Ступени жизни
- Сумерки
- Счастливый ребёнок
- Тайна исповеди
- Тайга южной ночи
- Тени любви
- Туман жизни
- У врат славы
- Усни, беспокойное сердце
- Чёрная любовь

1918
- Вдова
- Декорация счастья
- Заёмная жена
- Звезда моря
- Идиот (не завершён)
- Клятвой спаянные
- Кроткая
- Мечта и жизнь
- Мимо счастья
- Мисс Мэри
- Поэт и павшая душа
- Проект инженера Прайта
- Симфония Стивенса
- Сказка весеннего ветра
- Слякоть бульварная
- Честное слово
- Эпизод любви

1919
- 37-й номер каторжной тюрьмы
- Бог
- Великий аспид
- Вий
- Два гусара
- Две матери
- Доктор Катцель
- За что?
- Лорд Дернлей
- Любовь всегда побеждает
- Море
- Настоящая женщина
- Плакучие ивы
- Сестра декабриста
- Тереза Ракэн
- Тим Бутс — гроза Парижа
- Фауст

1920
- Жизнь не простила
- Кобыла лорда Мортона
- Любовь, одна любовь
- Майская ночь
- Праздник солнца

### Документальные
1908
- Большие манёвры в Красном селе в присутствии государя императора
- В горах Кавказа
- Виды города Ярославля
- Московская окружная железная дорога
- Московские бега
- Московский Кремль
- Наводнение в Москве
- Обозрение Москвы
- Открытие памятника на месте кончины великого князя Сергея Александровича 2 апреля 1908 г.
- По реке Зеленчук
- Пребывание Их Величеств в Швеции
- Производство гильз на фабрике А. Катыка
- Рыбный промысел
- Сбор пихтовых семян на Кавказе
- Тифлис
- Экспедиция к старому жилищу

1909
- Автомобильные гонки в Москве 17 мая 1909 г.
- Встреча католикоса всех армян Матеоса II Измирльяна в Нахичевани-на-Дону
- Операция костной опухоли
- Открытие памятника императору Александру III в С.-Петербурге
- Пожар на товарной станции Московско-Казанской железной дороги
- Полтавские торжества
- Пребывание государя императора в Киеве
- Пребывание датской королевской четы в Царском
- Пребывание Их Величеств в Швеции
- Пребывание католикоса в Нахичевани
- Пребывание русской царской четы во Фридберге
- Путешествие в Лапландию
- Свидание монархов в финляндских шхерах 4-5 июня
- Состязание скандинавских спортсменов

1910
- Базар в Измаиле
- Буря в новороссийском порту
- В Крыму
- Восхождение на гору Эльбрус
- Город Тифлис
- Дальний Восток
- Деятельность иеромонаха Илиодора в г. Царицыне
- Донские казаки
- Один день в Московском художественном театре
- Оренбург
- По Днепру
- По Неману
- Полёт авиатора С. И. Уточкина на аэроплане 2 мая с. г. в Москве
- Последние дни графа Л. Н. Толстого
- Похороны Л. Н. Толстого
- Провал земли с постройкой 6 сентября 1910 г. в селе Крылатском Московской губернии
- Сербский король в Москве
- Сормовские заводы
- Стрельба из пулемётов 9-го пехотного ингермлянского полка
- Французские гости в Москве
- Экскурсия в Белое море
- Ялта в бурю
- Ясная Поляна

1911
- Бастионный парк в Риге
- Бахчисарай
- Главные Сечи Запорожья
- Грандиозные днепровские пороги
- Достопримечательности города Екатеринослава
- Живописная река Самара
- Живописные берега Днепра
- Классические танцы в исполнении знаменитой босоножки Франчески Беаты
- Крымский конный полк Её Величества государыни императрицы в Симферополе
- Малороссийская свадьба
- Общежитие крестьян в малороссийской деревне
- Остров Хортица
- Охота на медведей
- Петербург
- Празднование 50-летия освобождения крестьян в деревне
- Приют-корабль имени наследника цесаревича Алексея Николаевича в Севастополе
- Прохоровская мануфактура
- Успенский монастырь в Крыму
- Южный город Екатеринослав

1912
- Бега в Москве 12 февраля с. г.
- Буря в Керчи
- Верховье реки Малки
- Военно-осетинская дорога
- Горная река Чороха
- Долина нарзанов
- Закладка и освящение кинофабрики А. Ханжонкова
- Знаменитая босоножка графиня Свирская
- Кисловодск
- Конкурс лыжников
- Ловля форелей в окрестностях нового баязета
- Мёртвый город Чуфут-Кале
- На русском броненосце
- Неустанный работник нашего тела
- Охота на лосей и диких коз в окрестностях Петербурга
- Розыгрыш интернационального приза на московском беговом ипподроме 12 февраля 1912 г.
- Французские гости в Москве

1913
- Балтийская эскадра
- Богоугодные учреждения ведомства великой княгини Елизаветы Фёдоровны
- Дело Прасолова
- Древонасаждение
- Закладка кинотеатра А. Ханжонкова
- К процессу Бейлиса
- Кронштадт
- Наше кабаре
- От Батума до Поти
- Открытие памятника адмиралу Макарову в Кронштадте в высочайшем присутствии
- Посещение членами Государственной Думы линейного корабля «император Павел I»
- Похороны Антонины Дмитриевны Вяльцевой
- Прогулка по нижегородским озёрам
- Пьянство и его последствия
- Розыгрыш всероссийскогос какового дерби 30 июня в Москве
- Съезд гостей к открытию электротеатра А. Ханжонкова
- Юбилейные торжества в Москве и С.-Петербурге

1914
- Автомобильная рота перед отправкой на театр военных действий
- Балтийский флот
- Балтийский судостроительный завод
- Берега Мраморного моря
- Бомбардировка Либавы
- В городе Саратове
- Виды Волги
- Виды Либавы
- Виды Приамурского края
- Виды Саратова
- Виды и типы Средней Азии
- Военнопленные
- Высочайший выход в Кремле
- Грандиозный пожар пристаней на Волге в Саратове
- Действие русских пулемётов
- Деятельность сборного пункта красного креста в Москве
- Добывание золота
- Жизнь в русских тундрах и быт самоедов
- Жизнь Севера
- Как учиться боксу
- Каменец-Подольск, подвергшийся набегу австрийцев 4 августа 1914 г.
- Колпино-Ижорский завод
- Красное море
- Красноярск
- Красоты Боржома
- Лазурное небо
- Летний сад в Петрограде
- Мальта и Гибралтар
- Медвежья охота
- Мобилизация лошадей в Москве
- Молебствие на Красной площади по случаю дарования новой победы
- На местах недавних боёв
- Наглядное обучение
- Наши трофеи, взятые у австрийцев
- Норд-Ост
- Обуховский пушечный завод
- Обучение молодых солдат
- Озеро на Урале
- Озеро Турговяк
- Освящение военно-санитарного поезда № 89 на станции Ростов, сооружённого на средства всероссийского пожарного общества имени великого князя Бориса Владимировича
- Открытие скачек 14 мая
- Охота на медведя
- Памяти М. Ю. Лермонтова
- Парад георгиевских кавалеров на соборной площади в Ростове
- Первая партия военнопленных в Красноярске
- Первые автомобильные, мотоциклетные и велосипедные гонки в Саратове 1 июня с. г.
- Пленные в Москве
- По Волге к Саратову
- По тундре полуострова Канина
- По ущельям Кавказа
- Порт-Саид
- Постройка порта в Туапсе
- Похороны военного лётчика штабс-капитана П. Н. Нестерова в Киеве
- Праздник I-го лейб-гренадерского Екатерининского полка
- Пребывание государя императора в Вильно
- Пребывание Их Величеств в Москве
- Предательское нападение турецкого флота на Черноморское побережье 16 октября 1914 г.
- Прибытие знамён, пожалованных государем императором лейб-гренадерскому Екатеринославскому полку
- Прибытие раненых в Москву и их лечение
- Путешествие по Белому морю
- Пушкинский уголок
- Река Псекупс
- Русские беглецы в Стокгольме
- Русские курорты
- С южного фронта войны
- Сбор в Москве вещей в пользу раненых
- Сербская армия
- Сербский театр военных действий
- Скачки 14 мая в Москве. Победа Брев-Бой
- Солнечное затмение
- Сочи
- Сочи-Адлер
- Станция Паньковская Кубанской области
- Суэцкий канал
- Телефонная рота
- Трофеи наших побед, взятые у австрийцев под Львовом
- Туркестанский край
- Хроника войны
- Целебные источники
- Ченстохов
- Черноморское побережье
- Экскурсия на Ай-Петри
- Экспедиция в верховье реки Зен и районе озера Шано
- Южный берег Крыма

1915
- Астрахань
- Бастионный парк в Риге
- Берега Ледовитого океана
- Веселящий газ
- Виды Вильно
- Воздушная разведка
- День Сербии и Черногории в Москве 11 января 1915 года
- Деятельность военно-санитарного поезда имени наследника цесаревича Алексея Николаевича
- Живописные берега Крыма
- Жизнь цапли
- Зима чародейка
- Зоологический сад среди степей
- Известный прыгун — комик Лазаренко
- Изготовление пушек и снарядов
- Институт для слепых
- Как ухаживать за нашими ранеными
- Крымские южно-бережные курорты
- Крымский конный Её Величества полк, снятый в Симферополе
- Люди Севера
- Манифестация 9 марта в Москве по случаю взятия Перемышля
- Молебствие о даровании победы и грандиозная манифестация на Красной площади
- Народный дом в Петрограде
- Ночь у Апшеронского полуострова
- Озеро Байкал
- Окрестности Сингапура
- Освящение братского кладбища 15 февраля с. г. в Москве
- Остров Нарген
- Открытие новой железной дороги от Симферополя до Евпатории
- Охота на белого медведя
- По бурным потокам Алтая
- По военно-сухумской дороге
- По рекам Сибири
- По Японии
- Поездка в Монголию
- Посещение Е. И. В. государём императором брянских заводов
- Постройка Киево-Воронежского вокзала в Москве
- Похороны В. М. Гончарова в Москве
- Похороны графа С. Ю. Витте
- Похороны за Полярным кругом
- Похороны композитора А. Н. Скрябина
- Похороны сестры милосердия Шишмарёвой
- Прибытие в Москву эшелона пленных австрийцев из Перемышля
- Россия — разорённым окраинам
- Рыболовство
- Рыболовство на Камчатке
- С театра военных действий
- Сады Сухума
- Симеиз
- Склад Е. И. В. государыни Александры Фёдоровны в Зимнем дворце
- Снимки из жизни самоедов
- Солдату в окопы
- Сухум и его окрестности
- У мыса Дежнёва
- Царское багрение на реке Урале
- Этюды природы

1916
- Борго
- В стране чукчей
- Великая русская река Волга
- Взятие и падение Трапезунда
- Виды Карелии
- Виноделие на Кавказе
- Дети солнца и степей
- Добывание железа
- Добывание золота
- Древняя столица Армении
- Жизнь в Малороссии
- За Полярным кругом
- Кавказ
- Косьба и уборка сена
- Кумыс
- Мининские юбилейные торжества в Н.-Новгороде 8 мая с. г.
- Охота на Севере
- По устьям Волги
- Приготовление чёрной икры
- Путешествие по Берингову проливу
- Пчеловодство под Москвой
- Русская ривьера. Красоты Крыма
- Рыболовство в России
- Самоеды и их жизнь
- Софийский парк
- У калмыков
- У Петропавловска